# Clematis meyeniana
Clematis meyeniana là một loài thực vật có hoa trong họ Mao lương. Loài này được Walp. mô tả khoa học đầu tiên năm 1843.